# Stenogobius keletaona
Stenogobius keletaona és una espècie de peix de la família dels gòbids i de l'ordre dels perciformes.

## Morfologia
- Els mascles poden assolir 5,6 cm de longitud total i les femelles 4,88.
- Nombre de vèrtebres: 26.[4]

## Hàbitat
És un peix d'aigua dolça, de clima tropical i demersal.

## Distribució geogràfica
Es troba a Oceania: Futuna (entre Samoa i Fiji).